# Linia kolejowa Přelouč – Prachovice
Linia kolejowa Přelouč – Prachovice – jednotorowa, niezelektryfikowana regionalna linia kolejowa w Czechach. Łączy Přelouč i Prachovice. W całości znajduje się w kraju pardubickim.